# Lasioglossum halictoides
Lasioglossum halictoides är en biart som först beskrevs av Smith 1858.  Lasioglossum halictoides ingår i släktet smalbin, och familjen vägbin. Inga underarter finns listade i Catalogue of Life.

## Bildgalleri

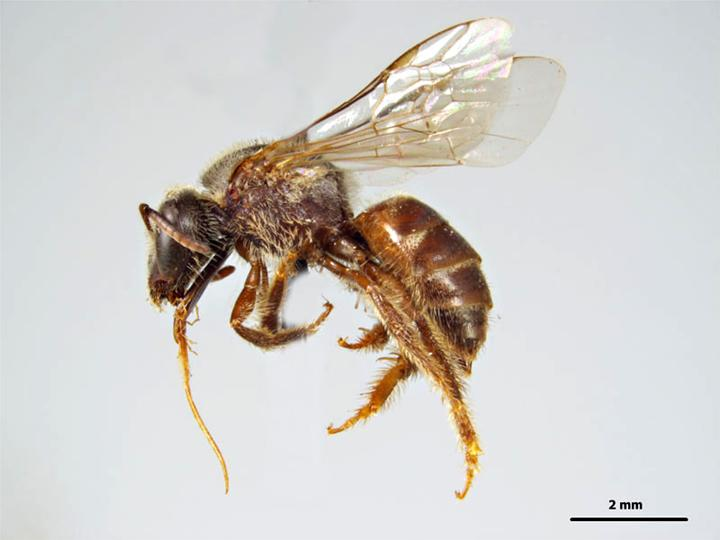
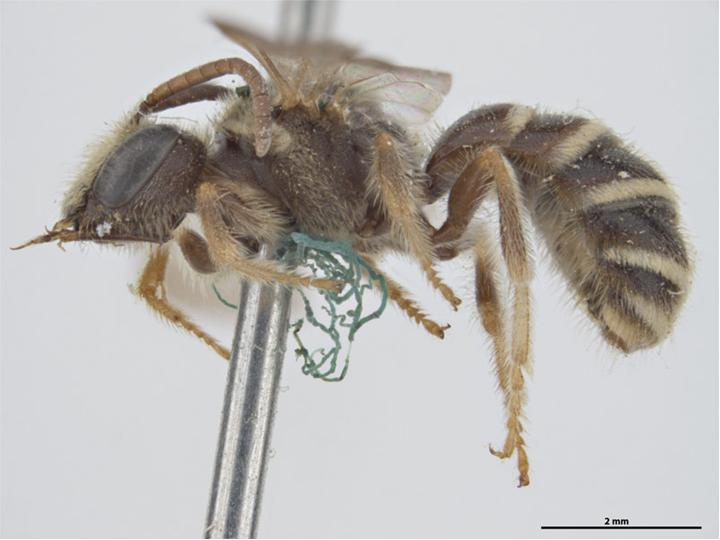